# BBC Sessions (album de Led Zeppelin)
Pour les articles homonymes, voir BBC Sessions.
Albums de Led Zeppelin
The Complete Studio Recordings
(1993) How the West Was Won
(2003)
Singles
1. The Girl I Love She Got Long Black Wavy Hair
Sortie : 11 novembre 1997

BBC Sessions est une compilation d'enregistrements live du groupe de hard rock britannique Led Zeppelin. Elle est sortie le 11 novembre 1997 sur le label Atlantic Records et a été compilée et produite par Jimmy Page. Sa réédition sortie sous le nom de The Complete BBC Sessions le 16 septembre 2016, comporte un troisième compact disc.

## Présentation
Le premier disque présente des sessions radio (3 et 19 mars,16, 24 et 27 juin 1969)  du groupe à l'époque de la sortie de son premier album, avec un inédit, The Girl I Love She Got Long Black Wavy Hair, qui préfigure le son à venir de Led Zeppelin II.
Le deuxième disque est enregistré le 1 avril 1971 au "Paris Theatre" de Londres.Diffusé le 4 avril lors de l'émission "In concert" sur la BBC.

### Détails des sessions

#### Session 1:John Peel'sTop Gear
- Enregistré le 3 mars 1969, radiodiffusé le 23 mars 1969
- Titres: You Shook Me (Cd 1/titre 1), I Can't Quite You Baby (Cd 1/titre 2), Dazed and Confused (Cd 1/titre 4), Communication Breakdown (Cd 3/ titre 1)

#### Session 2:Alexis KornerBBC World Service'Rhythm and Blues
- Enregistré le 19 mars 1969, radiodiffusé le 14 juin 1969
- Titres:  I Can't Quit You Baby (Cd 3/titre 7), You Shook Me (Cd 3/titre 8), Sunshine Woman (Cd 3/titre 9),

#### Session 3: Chris Grant's Tasty Pop Sundae
- Enregistré le 16 juin 1969, radiodiffusé le 22 juin 1969
- Titres: Communication Breakdown (Cd 1/titre 3), The Girl I Love She Got Long black Wavy Hair (cd 1/titre 5), Somethin' Else (Cd 1/titre 10), What Is and What never Should Be (Cd 3/titre 2)

#### Session 4: John Peel's Top Gear
- Enregistré le 24 juin 1969, radiodiffusé le 29 juin 1969
- Titres: What Is and What never Should Be (Cd 1/titre 6), Communication Breakdown (Cd 1/titre 7), Travelling Riverside Blues (Cd 1/titre 8), Whole Lotta Love (Cd 1/titre 9)

#### Session 5: One Night Stand -Playhouse Theatre, Londres
- Enregistré le 27 juin 1969, radiodiffusé le 10 août 1969
- Titres: Communication Breakdown (Cd 1/titre 11), I Can't Quit You Baby (Cd 1/titre 12), You Shook Me (Cd 1/titre 13), How Many More Times (Cd 1/titre 14), Dazed and Confused (Cd 3/titre 3), White Summer (Cd 3/titre 4)

#### Session 6: John Peel's Sunday On Concert - Paris Theatre, Londres
- Enregistré le 1er avril 1971, radiodiffusé le 4 avril 1971
- Titres: tous les titres du deuxième Cd plus What Is and What never Should Be (Cd 3/titre 5) et Communication Breakdown (Cd 3/titre 6)

## Titres

### Disque 1
| No  | Titre                                        | Auteur                                   | Durée |
| --- | -------------------------------------------- | ---------------------------------------- | ----- |
| 1.  | You Shook Me                                 | Willie Dixon, J. B. Lenoir               | 5:14  |
| 2.  | I Can't Quit You Baby                        | Willie Dixon                             | 4:22  |
| 3.  | Communication Breakdown                      | John Bonham, John Paul Jones, Jimmy Page | 3:12  |
| 4.  | Dazed and Confused                           | Jake Holmes, Page                        | 6:39  |
| 5.  | The Girl I Love She Got Long Black Wavy Hair | Bonham, Estes, Jones, Page, Robert Plant | 3:00  |
| 6.  | What Is and What Should Never Be             | Page, Plant                              | 4:20  |
| 7.  | Communication Breakdown                      | Bonham, Jones, Page                      | 2:40  |
| 8.  | Travelling Riverside Blues                   | Johnson, Page, Plant                     | 5:12  |
| 9.  | Whole Lotta Love                             | Willie Dixon, Bonham, Jones, Page, Plant | 6:09  |
| 10. | Somethin' Else                               | Sharon Sheeley, Bob Cochran              | 2:06  |
| 11. | Communication Breakdown                      | Bonham, Jones, Page                      | 3:05  |
| 12. | I Can't Quit You Baby                        | Willie Dixon                             | 6:21  |
| 13. | You Shook Me                                 | Dixon, Lenoir                            | 10:19 |
| 14. | How Many More Times                          | Bonham, Jones, Page                      | 11:51 |

### Disque 2
| No  | Titre                      | Auteur                            | Durée |
| --- | -------------------------- | --------------------------------- | ----- |
| 1.  | Immigrant Song             | Page, Plant                       | 3:20  |
| 2.  | Heartbreaker               | Bonham, Jones, Page, Plant        | 5:16  |
| 3.  | Since I've Been Loving You | Jones, Page, Plant                | 6:56  |
| 4.  | Black Dog                  | Jones, Page, Plant                | 5:17  |
| 5.  | Dazed and Confused         | Holmes, Page                      | 18:36 |
| 6.  | Stairway to Heaven         | Page, Plant                       | 8:49  |
| 7.  | Going to California        | Page, Plant                       | 3:54  |
| 8.  | That's the Way             | Page, Plant                       | 5:43  |
| 9.  | Whole Lotta Love (medley)  | Dixon, Bonham, Jones, Page, Plant | 13:45 |
| 10. | Thank You                  | Page, Plant                       | 6:37  |

Whole Lotta Love est un medley qui comporte des extraits de Boogie Chillun' (John Lee Hooker), Fixin' To Die (Bukka White), That's Alright Mama (Arthur Crudup), A Mess of Blues (Doc Pomus, Mort Shuman)

### Disque 3: The complete BBC Sessions 2016
| No | Titre                            | Auteur                            | Durée |
| -- | -------------------------------- | --------------------------------- | ----- |
| 1. | Communication Breakdown          | Bonham, Jones, Page               | 3:00  |
| 2. | What Is and What Should Never Be | Page, Plant                       | 4:14  |
| 3. | Dazed and Confused               | Holmes, Page                      | 11:08 |
| 4. | White Summer                     | Page                              | 8:22  |
| 5. | What Is and What Should Never Be | Page, Plant                       | 4:44  |
| 6. | Communication Breakdown          | Bonham, Jones, Page               | 4:54  |
| 7. | I can't Quit You Baby            | Dixon                             | 5:26  |
| 8. | You Shook Me                     | Dixon, Lenoir                     | 4:10  |
| 9. | Sunshine Woman                   | Dixon, Bonham, Jones, Page, Plant | 3:06  |

## Musiciens
- Robert Plant: chant, harmonica
- Jimmy Page: guitares électrique et acoustique
- John Paul Jones: basse, guitare acoustique, mandoline, claviers
- John Bonham: batterie, percussions, chœurs

## Charts et certifications
| Pays                         | Durée du classement | Meilleur classement |
| ---------------------------- | ------------------- | ------------------- |
| Canada                       | 2 semaines          | 30e                 |
| États-Unis                   | 20 semaines         | 12e                 |
| Finlande                     | 3 semaines          | 28e                 |
| France                       | 3 semaines          | 38e                 |
| Norvège                      | 2 semaines          | 36e                 |
| Nouvelle-Zélande             | 3 semaines          | 26e                 |
| Royaume-Uni                  | 12 semaines         | 23e                 |
| Royaume-Uni (Rock and Metal) | -                   | 1er                 |
| Suède                        | 2 semaines          | 50e                 |

| Pays                         | Durée du classement | Meilleur classement |
| ---------------------------- | ------------------- | ------------------- |
| Allemagne                    | 4 semaines          | 7e                  |
| Australie                    | 1 semaine           | 34e                 |
| Autriche                     | 1 semaines          | 32e                 |
| Belgique (W)                 | 10 semaines         | 12e                 |
| Belgique (V)                 | 6 semaines          | 15e                 |
| Espagne                      | 2 semaines          | 28e                 |
| États-Unis                   | 2 semaines          | 21e                 |
| France                       | 2 semaines          | 31e                 |
| Italie                       | 3 semaines          | 14e                 |
| Nouvelle-Zélande             | 2 semaines          | 21e                 |
| Pays-Bas                     | 2 semaines          | 41e                 |
| Portugal                     | 2 semaines          | 18e                 |
| Royaume-Uni                  | 2 semaines          | 3e                  |
| Royaume-Uni (Rock and Metal) | -                   | 1er                 |
| Suisse                       | 2 semaines          | 18e                 |

| Pays        | Certification | Ventes      | Date       |
| ----------- | ------------- | ----------- | ---------- |
| États-Unis  | 2 × Platine   | 2 000 000 + | 07/01/2001 |
| Royaume-Uni | Or            | 100 000 +   | 22/07/2013 |